# Keskastel
Keskastel település Franciaországban, Bas-Rhin megyében. Lakosainak száma 1486 fő (2022. január 1.). Keskastel Sarralbe, Harskirchen, Herbitzheim, Oermingen, Sarre-Union, Schopperten és Vœllerdingen községekkel határos.

## Népesség
A település népességének változása:
| Lakosok száma | 1584 | 1529 | 1557 | 1520 | 1518 | 1510 | 1501 | 1493 | 1486 |
|               | 2013 | 2015 | 2016 | 2017 | 2018 | 2019 | 2020 | 2021 | 2022 |